# Choli

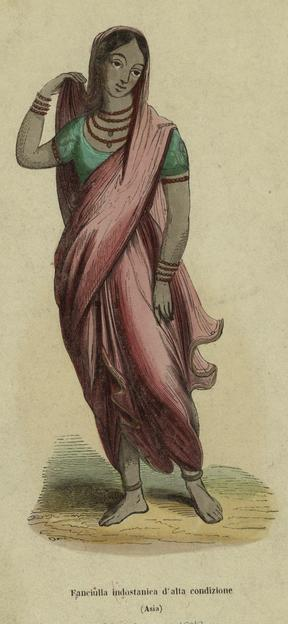
Kvinna i grön choli.

Choli är en kort blus med korta ärmar. Den bärs till sari av kvinnor i Indien, Pakistan, Sri Lanka och Bangladesh.